# بریه‌خانی
بریه‌خانی، روستایی از توابع بخش گهواره شهرستان دالاهو در استان کرمانشاه ایران است.

## جمعیت
این روستا در دهستان گورانی قرار دارد و براساس سرشماری مرکز آمار ایران در سال ۱۳۸۵، جمعیت آن ۳۵۰ نفر (۷۰خانوار) بوده‌است.

## شغل
شغل اكثر مردم اين روستا كشاورزي و دامداري است .

## طبيعت و آب و هوا
اين روستا در فصل بهار داراي طبيعتي بسيار چشم نواز و آبوهوايي مطبوع و دل انگيز است . چهار طرف روستا را كوه هايي مملو از درخت بلوط احاطه كرده است .